# Dichagyris candelisequa
Dichagyris candelisequa là một loài bướm đêm thuộc họ Noctuidae. Nó được tìm thấy ở miền trung châu Âu và miền nam Xibia tới miền bắc Iran, Afghanistan, Thổ Nhĩ Kỳ và miền bắc Châu Phi.
Sải cánh dài 40–50 mm. Con trưởng thành bay từ tháng 5 đến tháng 7. Có một lứa một năm.
Ấu trùng ăn các loài Poaceae và other herbaceous plants.

## Phụ loài
- Dichagyris candelisequa candelisequa
- Dichagyris candelisequa achaemenidica (Israel)
- Dichagyris candelisequa defasciata